# Ohio Electric Car Company
Ohio Electric Car Company war ein US-amerikanischer Hersteller von Automobilen.

## Unternehmensgeschichte
James Brown Bell, Henry P. Dodge, Rathbun Fuller, Robert E. Lee und Henry E. Marvin gründeten das Unternehmen im September 1909. Der Sitz war in Toledo in Ohio. 1910 begann die Produktion von Automobilen. Der Markenname lautete Ohio. Anfangs wurde ein Teil des Werks der Milburn Wagon Company genutzt, bevor 1911 der Umzug in ein eigenes Werk erfolgte. 1910 entstanden zwölf Fahrzeuge, 1915 schon 300 und 650 im darauf folgenden Jahr. Ab 1915 war M. V. Barbour Präsident, C. M. Foster Vizepräsident und Generalmanager sowie Herman H. Brand Sekretär und Schatzmeister. 1917 wurde George W. Shaw Präsident. Zu dieser Zeit waren die Geschäfte schon rückläufig, sodass die Hälfte der Aktivitäten darin bestand, Karosserien für andere Automobilhersteller zu bauen. 1918 endete die Produktion. Es gab keine Verbindung zur Ohio Motor Car Company, die von 1909 bis 1912 den gleichen Markennamen verwendete.

## Fahrzeuge
Im Angebot standen ausschließlich Elektroautos. Sie waren besonders leicht zu fahren. Das wurde in der Werbung hervorgehoben, die sich auch an Frauen wandte. Gelenkt wurde mit einem Lenkhebel, der sowohl vom Vordersitz als auch vom Rücksitz bedient werden konnte. Die Elektromotoren kamen von Crocker-Wheeler.
1910 gab es nur ein Modell, das Shaft Drive genannt wurde. Dies ist ein Hinweis auf Kardanantrieb, andererseits wird für kein Modell Kettenantrieb genannt. Die Länge des Radstands ist nicht überliefert. Der Aufbau war ein Coupé.
1911 standen drei Modelle im Sortiment. Gemeinsamkeit war das Fahrgestell mit 203 cm Radstand. Model D war ein Coupé, Model F ein Victoria und Model G ein Large Coupé.
1912 gab es sechs Modelle mit drei verschiedenen Radständen. Model D entsprach dem Vorjahresmodell. 229 cm Radstand hatten Model F und Model Q als Victoria sowie Model G und Model K als Coupé. Beim Model X als De Luxe Coupé betrug der Radstand 259 cm.
1913 ist für das Model F als Stanhope kein Radstand überliefert. Das Model Q als Victoria hatte 229 cm Radstand. Bei den übrigen Modellen betrug der Radstand 269 cm. Dies waren Model L als Colonial Brougham, Model M als Straight-Line Brougham, Model O als Dresden Brougham und Model Y als Brougham.
1914 änderten sich die Bezeichnungen. Außerdem wurde das Sortiment verkleinert. Einheitlich war der Radstand mit 249 cm. Genannt sind Model 40 als Dresden Design mit fünf Sitzen, Model 50 als Coupé und Model 60 als Viennese Design mit fünf Sitzen.
1915 wurde der Radstand geringfügig auf 250 cm verlängert. Model 11 Single-Drive und Model 61 Double-Drive waren Coupés, Model 21 ein Roadster und Model 51 Double-Drive sowie Model 61 Double-Drive Broughams. Daneben sind ein weiterer Roadster, Single-Drive als vier- und fünfsitziger Brougham und ein Double-Drive als fünfsitziger Brougham genannt.
1916 hatte das Model 12 als viersitziger Brougham einen Radstand von 239 cm. Bei den übrigen Modellen betrug er einheitlich 262 cm. Dies waren Model 42 Single-Drive als Brougham, Model 62 als fünfsitziger Brougham, ein Roadster und Single-Drive als Coupé.
1917 entfiel die Variante mit dem kurzen Radstand, sodass alle Fahrzeuge einheitlich 262 cm Radstand hatten. Zur Wahl standen Model 12 als Coupé, Model 43 und Model 63 als Brougham, ein Coach und ein Single-Drive als Roadster.
1918 beschränkte sich das Sortiment bei unverändertem Radstand auf einen Brougham und einen Coach.

## Modellübersicht
| Jahr | Modell                | Radstand (cm) | Aufbau                         |
| ---- | --------------------- | ------------- | ------------------------------ |
| 1910 | Shaft Drive           |               | Coupé                          |
| 1911 | Model D               | 203           | Coupé                          |
| 1911 | Model F               | 203           | Victoria                       |
| 1911 | Model G               | 203           | Large Coupé                    |
| 1912 | Model D               | 203           | Coupé                          |
| 1912 | Model F               | 229           | Victoria                       |
| 1912 | Model G               | 229           | Coupé                          |
| 1912 | Model K               | 229           | Coupé                          |
| 1912 | Model Q               | 229           | Victoria                       |
| 1912 | Model X               | 259           | De Luxe Coupé                  |
| 1913 | Model F               |               | Stanhope                       |
| 1913 | Model L               | 269           | Colonial Brougham              |
| 1913 | Model M               | 269           | Straight-Line Brougham         |
| 1913 | Model O               | 269           | Dresden Brougham               |
| 1913 | Model Q               | 229           | Victoria                       |
| 1913 | Model Y               | 269           | Brougham                       |
| 1914 | Model 40              | 249           | Dresden Design 4-sitzig        |
| 1914 | Model 50              | 249           | Coupé                          |
| 1914 | Model 60              | 249           | Viennese Design 5-sitzig       |
| 1915 | Model 11 Single-Drive | 250           | Coupé                          |
| 1915 | Model 21              | 250           | Roadster                       |
| 1915 | Model 41              | 250           | Brougham                       |
| 1915 | Model 51 Double-Drive | 250           | Brougham                       |
| 1915 | Model 61 Double-Drive | 250           | Coupé                          |
| 1915 | Roadster              | 250           | Roadster 2-sitzig              |
| 1915 | Single-Drive          | 250           | Brougham 4-sitzig und 5-sitzig |
| 1915 | Double-Drive          | 250           | Brougham 5-sitzig              |
| 1916 | Model 12              | 239           | Brougham 4-sitzig              |
| 1916 | Model 42 Single-Drive | 262           | Brougham                       |
| 1916 | Model 62              | 262           | Brougham 5-sitzig              |
| 1916 | Roadster              | 262           | Roadster                       |
| 1916 | Single-Drive          | 262           | Coupé                          |
| 1917 | Model 12              | 262           | Coupé                          |
| 1917 | Model 43              | 262           | Brougham                       |
| 1917 | Model 63              | 262           | Brougham                       |
| 1917 | Coach                 | 262           | Coach                          |
| 1917 | Single-Drive          | 262           | Roadster                       |
| 1918 | Brougham              | 262           | Brougham                       |
| 1918 | Coach                 | 262           | Coach                          |